# Windischgarsten
Windischgarsten est une commune autrichienne du district de Kirchdorf en Haute-Autriche.